# Juurikkasuo - Vehka- ja Uuhilampi
Juurikkasuo - Vehka- ja Uuhilampi este o arie protejată (arie specială de conservare — SAC, sit de importanță comunitară — SCI, arie de protecție specială avifaunistică — SPA) din Finlanda întinsă pe o suprafață de 195 ha, integral pe uscat.

## Localizare
Centrul sitului Juurikkasuo - Vehka- ja Uuhilampi este situat la coordonatele 62°19′20″N 27°05′15″E / 62.3222°N 27.0875°E.

## Înființare
Situl Juurikkasuo - Vehka- ja Uuhilampi a fost declarat sit de importanță comunitară în august 1998 pentru a proteja 38 de specii de animale. Alte tipuri de protecție:
- arie de protecție specială avifaunistică (în august 1998)[2]
- arie specială de conservare (în aprilie 2015)[1][3][4]

## Biodiversitate
Situată în ecoregiunea boreală, aria protejată conține 5 habitate naturale: Lacuri și iazuri distrofice naturale, Cursuri de apă de la nivel de câmpie la nivel montan, cu vegetație Ranunculion fluitantis și Callitricho-Batrachion, Turbării active, Mlaștini turboase de tranziție și turbării mișcătoare, Mlaștini împădurite.
La baza desemnării sitului se află mai multe specii protejate de  păsări (38): rață sulițar (Anas acuta), gâscă de semănătură (Anser fabalis), stârc cenușiu (Ardea cinerea), ciuf de câmp (Asio flammeus), rață-cu-cap-castaniu (Aythya ferina), rața moțată (Aythya fuligula), Aythya marila, cocoșul de mesteacăn (Bonasa bonasia), buhai de baltă (Botaurus stellaris), bătăuș (Calidris pugnax), erete de stuf (Circus aeruginosus), erete vânăt (Circus cyaneus), lebădă de iarnă (Cygnus cygnus), ciocănitoare neagră (Dryocopus martius), șoim de iarnă (Falco columbarius), șoimul rândunelelor (Falco subbuteo), vânturel roșu (Falco tinnunculus), muscar (Ficedula parva), cufundar polar (Gavia arctica), cocor (Grus grus), Hydrocoloeus minutus, sfrâncioc roșiatic (Lanius collurio), pescăruș râzător (Larus ridibundus), Lyrurus tetrix tetrix, rață neagră (Melanitta nigra), Mergellus albellus, codobatura galbenă (Motacilla flava), vultur pescar (Pandion haliaetus), ciocănitoare verzuie (Picus canus), ploier auriu (Pluvialis apricaria), corcodel-urechiat (Podiceps auritus), corcodel-cu-gât-roșu (Podiceps grisegena), cresteț pestriț (Porzana porzana), Spatula clypeata, rață cârâitoare (Spatula querquedula), chiră de baltă (Sterna hirundo), fluierar negru (Tringa erythropus), fluierar de mlaștină (Tringa glareola).
Pe lângă speciile protejate, pe teritoriul sitului au mai fost identificate 2 specii de plante, 2 specii de păsări.